# Серен Ларсен
Серен Ларсен (дан. Søren Larsen, нар. 6 вересня 1981, Кеге) — данський футболіст, що грав на позиції нападника.
Виступав, зокрема, за клуби «Брондбю», «Шальке 04» та «Орхус», а також національну збірну Данії.

## Клубна кар'єра
У дорослому футболі дебютував 1997 року виступами за команду клубу «Кеге», в якій провів чотири сезони, взявши участь у 39 матчах чемпіонату. 
Своєю грою за цю команду привернув увагу представників тренерського штабу клубу «Брондбю», до складу якого приєднався 2001 року. Відіграв за команду з Брондбю наступні три сезони своєї ігрової кар'єри.
Згодом з 2002 по 2005 рік грав у складі команд клубів «Фрем» та «Юргорден».
У 2005 році уклав контракт з клубом «Шальке 04», у складі якого провів наступні три роки своєї кар'єри гравця. 
Протягом 2008—2011 років захищав кольори клубів «Тулуза», «Дуйсбург» та «Феєнорд».
У 2011 році перейшов до клубу «Орхус», за який відіграв 3 сезони. Більшість часу, проведеного у складі «Орхуса», був основним гравцем атакувальної ланки команди. Завершив професійну кар'єру футболіста виступами за команду «Орхус» у 2014 році.

## Виступи за збірні
У 1997 році дебютував у складі юнацької збірної Данії, взяв участь у 23 іграх на юнацькому рівні, відзначившись 10 забитими голами.
У 2003 році залучався до складу молодіжної збірної Данії. На молодіжному рівні зіграв у 3 офіційних матчах.
У 2005 році дебютував в офіційних матчах у складі національної збірної Данії. Протягом кар'єри у національній команді, яка тривала 6 років, провів у формі головної команди країни 20 матчів, забивши 11 голів.
У складі збірної був учасником чемпіонату світу 2010 року у ПАР.

## Досягнення
- Чемпіон Данії (3):

«Брондбю»: 2001-02
- Чемпіон Швеції (1):

«Юргорден»: 2005
- Володар Кубка Швеції (1):

«Юргорден»: 2004
- Володар Кубка ліги (1):

«Шальке 04»: 2005